# Taylor Leier
Taylor Leier (* 15. Februar 1994 in Saskatoon, Saskatchewan) ist ein ehemaliger kanadischer Eishockeyspieler, der im Verlauf seiner aktiven Karriere zwischen 2011 und 2025 unter anderem 202 Spiele für die Adler Mannheim und Straubing Tigers in der Deutschen Eishockey Liga (DEL) auf der Position des linken Flügelstürmers bestritten hat. Darüber hinaus absolvierte Leier weitere 55 Partien für die Philadelphia Flyers in der National Hockey League (NHL).

## Karriere

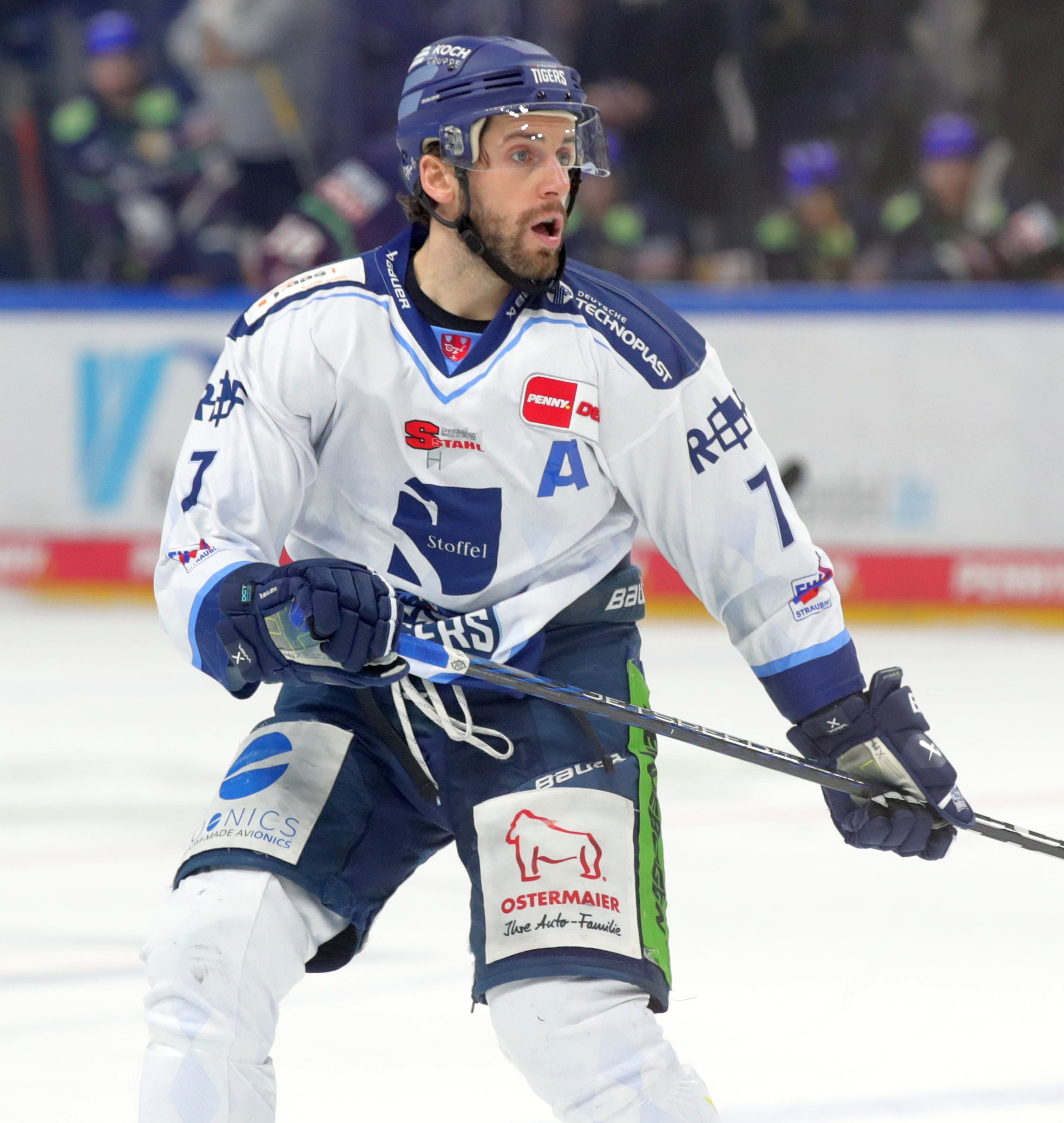
Leier im Trikot der Straubing Tigers (2022)

Leier verbrachte seine Jugendzeit in seiner Geburtsstadt, wo er bis zum Sommer 2011 für lokale Mannschaften spielte. Zur Saison 2011/12 wechselte er in die Western Hockey League (WHL). Dort lief er in den folgenden drei Jahren für die Portland Winterhawks, mit denen er 2013 den Ed Chynoweth Cup gewann. Bereits im Jahr zuvor war er im NHL Entry Draft 2012 in der vierten Runde an 117. Stelle von den Philadelphia Flyers aus der National Hockey League (NHL) ausgewählt worden. Diese hatten ihn daraufhin im September 2013 unter Vertrag genommen und nach einem weiteren Jahr bei den Junioren mit Beginn der Saison 2014/15 bei ihrem Farmteam, den Lehigh Valley Phantoms, in der American Hockey League (AHL) eingesetzt.
Nachdem Leier dort sein gesamtes Rookiespieljahr verbracht hatte, wurde er im Verlauf der Spielzeit 2015/16 erstmals in den NHL-Kader Philadelphias berufen und kam im Saisonverlauf zu sechs Einsätzen. Hauptsächlich spielte er aber weiterhin für Lehigh Valley in der AHL. Im folgenden Jahr pendelte der Stürmer zwischen dem NHL- und AHL-Kader, ehe er zur Saison 2017/18 den dauerhaften Sprung ins NHL-Aufgebot der Philadelphia Flyers schaffte. Dort war er aber zumeist als überzähliger 13. Stürmer im Kader und fand sich oft auf der Tribüne wieder, so dass er nur 39 Spiele absolvierte. Zu Beginn der Spielzeit 2018/19 wurde der Kanadier wieder in die AHL versetzt. Nachdem er dort bis zum Januar 2019 wieder für die Lehigh Valley Phantoms gespielt hatte, wurde er im Tausch für Justin Bailey zu den Buffalo Sabres transferiert, wo er im Farmteam Rochester Americans zu Einsätzen kam.
Im Juni 2019 unterzeichnete er für die Folgesaison einen rein auf die AHL beschränkten Vertrag bei den Americans. Von deren NHL-Kooperationspartner, den Buffalo Sabres, erhielt er im Februar 2020 einen Vertrag bis zum Ende der Spielzeit 2019/20. In der NHL kam er in der Folge jedoch nicht zum Einsatz. Anschließend erhielt er kein neues Arbeitspapier in der NHL und entschloss sich in der Folge zu einem Wechsel nach Europa, wo er sich Anfang Januar 2021 dem HC Oceláři Třinec aus der tschechischen Extraliga anschloss. Einen Monat später, im Februar 2021, wurde er von den Adlern Mannheim aus der Deutschen Eishockey Liga (DEL) verpflichtet. Vor der Saison 2021/22 wechselte der Kanadier zum Ligakonkurrenten Straubing Tigers, für den er zwei Spielzeiten bis zum Frühjahr 2023 aktiv war. Nachdem er mit dem Klub den Vizetitel der DEL errungen hatte, zog es ihn für eine Spielzeit zum Linköping HC in die Svenska Hockeyligan (SHL). In Linköping kam Leier zu 30 Saisoneinsätzen, in denen ihm lediglich sechs Scorerpunkte gelangen. Im Mai 2024 kehrte der Kanadier nach nur einer Spielzeit in Schweden zu seinem Ex-Klub Straubing Tigers in die DEL zurück. Dort beendete der 31-Jährige im Juni 2025 seine aktive Karriere.

### International
Leier vertrat sein Heimatland bei der U20-Junioren-Weltmeisterschaft 2014 im schwedischen Malmö. Dabei blieb er in sieben Turnierspielen punktlos und belegte mit den Kanadiern den vierten Platz.

## Erfolge und Auszeichnungen
- 2013 Ed-Chynoweth-Cup-Gewinn mit den Portland Winterhawks
- 2017 Teilnahme am AHL All-Star Classic
- 2017 AHL All-Star Classic MVP

## Karrierestatistik

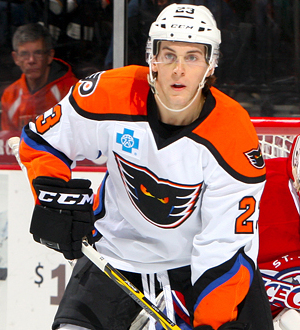
Leier als Spieler der Lehigh Valley Phantoms (2015)

### International
Vertrat Kanada bei:
- U20-Junioren-Weltmeisterschaft 2014

(Legende zur Spielerstatistik: Sp oder GP = absolvierte Spiele; T oder G = erzielte Tore; V oder A = erzielte Assists; Pkt oder Pts = erzielte Scorerpunkte; SM oder PIM = erhaltene Strafminuten; +/− = Plus/Minus-Bilanz; PP = erzielte Überzahltore; SH = erzielte Unterzahltore; GW = erzielte Siegtore; 1 Play-downs/Relegation; Kursiv: Statistik nicht vollständig)